# Pollo Barberton

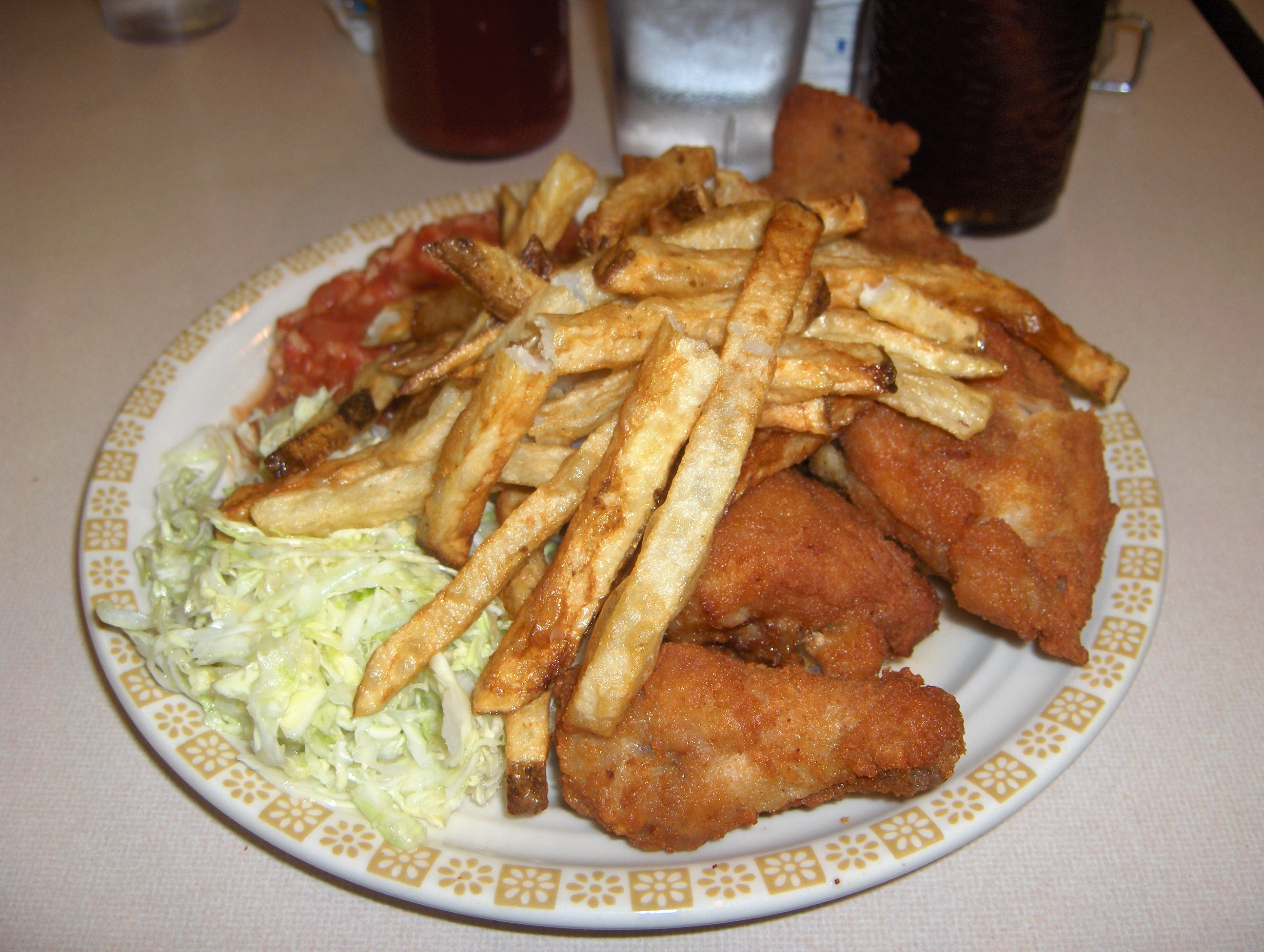
Una cena tradicional de pollo Barberton con cuatro trozos de pollo frito, coleslaw, salsa picante y patatas fritas, servida en el Milich's Village Inn.

El pollo Barberton es un estilo de pollo frito originario de la ciudad de Barberton en Summit County (Ohio, Estados Unidos). Es un estilo distintivo servido en diversos restaurantes de Barberton y la cercana Norton, y cada vez más en comunidades cercanas. Este estilo ha dado a la ciudad reconocimiento nacional, proclamando algunos a Barberton la «Capital Mundial del Pollo» o la «Capital del Pollo Frito de América».

## Historia
El pollo Barberton empezó con Milchael y Smilka Topalsky, inmigrantes serbios. Como muchos otros durante la Gran Depresión, quedaron endeudados y se vieron obligados a vender la granja familiar. Abrieron un restaurante llamado Belgrade Gardens (‘Jardines de Belgrado’) en 1933, donde servían un estilo distintivo de pollo frito, junto a coleslaw a base de vinagre, un acompañamiento de arroz y salsa de tomate condimentado con guindilla —al que solía llamar Hot Sauce (‘salsa picante’), y que podía también tomarse como salsa para mojar— y patatas fritas recién cortadas. La tradición popular de Barberton sostiene que se trataba de una réplica exacta de los que los Topalsky conocían en Serbia como pahovana piletina, kupus salata, djuvece y pomfrit, aunque esto es dudoso, ya que algunos de estos platos europeos eran imposibles de elaborar con los ingredientes del Nuevo Mundo, pomfrit es obviamente una variante de pommes frites (‘patatas fritas’ en francés) y el propio pollo Barbarton se parece al tradicional plato vienés de pollo frito Wiener Backhendl (lo que no resulta sorprendente, dados los antiguos lazos de Serbia con el Imperio Austrohúngaro).
Pronto surgieron otros restaurantes que copiaban el estilo distintivo. Helen DeVore, que había trabajado en Belgrade Gardens, abrió Hopocan Gardens en 1946. White House Chicken Dinners fue fundado en 1950 por la familia Pavkov, pero pronto fue adquirido por DeVore. La familia Milich abrió Milich's Village Inn en 1955. Otros restaurantes abrieron y cerraron en la región, pero los cuatro originales siguen funcionando. Hopocan Gardens, aunque fue fundado por Helen DeVore y su marido (que era un barbero entonces), fue cedido en parte a la familia Milich para regentarlo. Cuando Bob DeVore (el actual propietario) volvió del ejército, tomó el control del local. La familia Milich abrió entonces el Milich's Village Inn un par de calles más lejos. Aunque Hopocan Gardens sigue siendo propiedad de Bob DeVore (hijo de Helen), está regentado por su hijastro, Brian Canale, que también posee y regenta el White House Chicken original y licencia sus franquicias.
Actualmente, los cuatro locales sirven unas siete toneladas y media de pollo a la semana. El platos se ha hecho tan popular que se envía a menudo a todo Estados Unidos, normalmente a emigrantes de Ohio. White House Chicken se ha extendido recientemente a varias ubicaciones del noroeste de Ohio, abandonando el estilo típico de local para adoptar el modelo de la comida rápida.

## Claves
Las claves del pollo Barberton son simples, pero estrictamente seguidas por los restaurantes:
- El auténtico pollo Barberton es siempre fresco, nunca congelado.
- Ni el pollo ni el empanado se condimentan con nada.[2][1]
- El pollo se fríe en manteca, lo que le da una corteza uniformemente dorada que es crujiente pero ligeramente masticable, dejando la carne muy jugosa. Esto da también al pollo Barberton su reputación de plato poco sano.
- El corte de los pollos es diferente al habitual, troceándose mucho, incluyendo pechugas, muslos, patas, alitas, etcétera. Esto es probablemente una reminiscencia de la Gran Depresión, cuando era necesario aprovechar cada pollo tanto como fuera posible.[1]